# (284) Amalia
(284) Amalia ist ein Asteroid des inneren Hauptgürtels, der am 29. Mai 1889 vom französischen Astronomen Auguste Charlois am Observatoire de Nice entdeckt wurde.
Ein Bezug dieses Namens zu einer Person oder einem Ereignis ist nicht bekannt. Siehe auch den Kommentar bei (295) Theresia.

## Wissenschaftliche Auswertung
Aus Ergebnissen der IRAS Minor Planet Survey (IMPS) wurden 1992 Angaben zu Durchmesser und Albedo für zahlreiche Asteroiden abgeleitet, darunter auch (284) Amalia, für die damals Werte von 53,0 km bzw. 0,06 erhalten wurden. Nach der Reaktivierung von NEOWISE im Jahr 2013 und Registrierung neuer Daten wurden die Werte 2015 zunächst mit 54,5 oder 56,8 km bzw. 0,04 angegeben und dann 2016 korrigiert zu 52,3 km bzw. 0,05, diese Angaben beinhalten aber alle hohe Unsicherheiten.
Photometrische Messungen des Asteroiden fanden erstmals statt vom 15. bis 17. August 1980 am Table Mountain Observatory in Kalifornien. Aus der aufgezeichneten Lichtkurve wurde eine Rotationsperiode von 8,545 h bestimmt.
Mit dem Weltraumteleskop Transiting Exoplanet Survey Satellite (TESS) konnten während dessen Durchmusterung des Südhimmels 2018 bis 2019 auch Objekte des Sonnensystems beobachtet werden. Dabei wurden auch die Lichtkurven von fast 10.000 Asteroiden aufgezeichnet. Für (284) Amalia wurde aus Messungen etwa vom 1. bis 26. März 2019 eine Rotationsperiode von 8,5599 h erhalten.
Neue photometrische Messungen erfolgten vom 10. bis 12. Oktober 2020 am Command Module Observatory in Arizona. Die bereits bekannte Rotationsperiode konnte hier mit einem Wert von 8,565 h bestätigt werden. Aus archivierten Daten des Asteroid Terrestrial-impact Last Alert System (ATLAS) aus dem Zeitraum 2015 bis 2018 konnte in einer Untersuchung von 2022 mit der Methode der konvexen Inversion eine Rotationsperiode von 8,5616 h bestimmt werden.